# Halichoeres chrysus
 Halichoeres chrysus és una espècie de peix de la família dels làbrids i de l'ordre dels perciformes.

## Morfologia
Els mascles poden assolir els 12 cm de longitud total.

## Distribució geogràfica
Es troba des de Salomó fins al sud del Japó, Tonga i Nova Gal·les del Sud (Austràlia). És substituït per Halichoeres leucoxanthus a l'Índic.